# Pet Kladenți, Ruse
Pet Kladenți (în bulgară Пет Кладенци) este un sat în comuna Beala, regiunea Ruse,  Bulgaria. 

## Demografie
Componența etnică a satului Pet Kladenți
     Bulgari (89,65%)
     Nicio identificare (10,34%)
     Altele (0%)
La recensământul din 2011, populația satului Pet Kladenți era de 58 locuitori. Din punct de vedere etnic, majoritatea locuitorilor (89,65%) erau bulgari. Pentru 10,34% din locuitori nu este cunoscută apartenența etnică.